# Lac au Foin
Lac au Foin är en sjö i Kanada.   Den ligger i regionen Saguenay–Lac-Saint-Jean och provinsen Québec, i den östra delen av landet, 600 km nordost om huvudstaden Ottawa. Lac au Foin ligger 299 meter över havet. Arean är 6,1 kvadratkilometer. Den sträcker sig 14,2 kilometer i nord-sydlig riktning, och 4,1 kilometer i öst-västlig riktning.
Trakten runt Lac au Foin är nära nog obefolkad, med mindre än två invånare per kvadratkilometer.